# (31771) Kirstenwright
1999 JX119 (asteroide 31771) é um asteroide da cintura principal. Possui uma excentricidade de 0.06926640 e uma inclinação de 9.33697º.
Este asteroide foi descoberto no dia 13 de maio de 1999 por LINEAR em Socorro.